# 文重桥
文重桥，位于浙江省温州市泰顺县筱村镇东洋村，为木平廊桥，泰顺廊桥之一。2006年作为泰顺廊桥的单体之一，列入全国重点文物保护单位。

## 历史
文重桥始建于民国十年（1921年）。桥梁全长27.4米，宽5.1米，跨29.6米。2016年，台风莫兰蒂将包括薛宅桥在内的3座泰顺廊桥冲毁，2017年使用传统技艺重建并被国际古迹遗址理事会等机构列入全球文化遗产恢复和重建案例。